# Black Hammer
(Tagline da "Black Hammer" n.2)
Black Hammer è una serie a fumetti pubblicata dalla casa editrice statunitense Dark Horse Comics. Viene creata dal pluripremiato autore canadese Jeff Lemire per la storia, mentre i disegni sono affidati a Dean Ormston. Protagonisti sono sei supereroi, che dopo un evento cataclismatico conosciuto come The Event, si ritrovano a vivere da dieci anni in un limbo. Sono infatti confinati al di fuori dello spazio-tempo a cui appartenevano per vivere in una fattoria vicina a un tipico paese rurale. Nonostante la volontà di fuggire da questa realtà fittizia, i tentativi sono falliti e le loro avventure come campioni di Spiral City appartengono a un'altra vita.
Lemire lavora al progetto dal 2007 e si tratta del suo approccio personale al genere supereroistico, i suoi continui retcon dei personaggi e la revisione (spesso confusionaria) continuità. La serie è solo il punto di partenza per quello che sarà il Black Hammer Universe, difatti (anche grazie al successo ottenuto) si generano diversi spin-off, sequel e prequel che esplorano ulteriormente la storia di questi e altri personaggi.

## Trama

### Origini segrete

Abraham Slam, Barbalien e Golden Gail in un campo della Fattoria di Rockwood. Copertina variant di Flavia Biondi per "Black Hammer: L'Era del terrore Parte 1". Edizione italiana BAO Publishing (2019).

La storia inizia in una fattoria dal nome Black Hammer Farm, vicino a un idilliaco paesino rurale di nome Rockwood. Qui vivono sei supereroi quali Abraham Slam! (combattente della Golden Age), l'avventuriero interstellare colonnello Weird, il suo sidekick robotico Talky-Walky, l'alieno Barbalien (proveniente da Marte), la supereroina Golden Gail e la signora delle arti occulte Madame Dragonfly. La peculiarità della loro condizione è che non possono uscire dai confini della contea e sono ormai 10 anni che si trovano qui confinati, in un limbo che li ha isolati (forse per sempre) dalla loro realtà. Quello che si ricordano è che 10 anni prima hanno dovuto affrontare una minaccia di proporzioni cosmiche quale l'essere soprannominato Anti-God. Il confronto è avvenuto a Spiral City (sede del team) e per sconfiggere una tale minaccia è stata necessaria tutta la forza di Black Hammer, ma la vittoria ha avuto un esito inaspettato. Le conseguenze sono state il ritrovarsi in questa strana dimensione di Rockwood e la scomparsa dello stesso Black Hammer che ha tentato di liberarsi e ora viene dato per morto. Gli altri abitanti di Rockwood non sembrano essere consapevoli di vivere in un luogo che funge da prigione per gli abitanti della fattoria (che per loro abitano li da sempre) dal quale non possono uscire, tra l'altro lo scorrere del tempo sembra alterato. Da notare che i normali abitanti di Rockwood sembrano poter uscire dai confini della contea e portano avanti le loro vite come si farebbe in qualsiasi paese di provincia. Sono comunque ignari che gli abitanti della fattoria abbiano superpoteri e vengano da un'altra realtà. Il fatto che gli abitanti abbiano contatto col mondo esterno ha fatto escludere al robot Talky-Walky che non si trovino in una "realtà portatile" o che l'universo esterno possa non esistere più secondo i normali parametri della fisica conosciuta. Tra i supereroi vi è chi si è adattato molto bene alla vita di campagna, quale per esempio Abraham Slam che ha trovato un interesse sentimentale per una cameriera di nome Tammy. Barbalien cerca di inserirsi nella comunità della parrocchia anche grazie alla capacità di modificare il suo aspetto e sembrare un essere umano. Altri come Golden Gail si ritrova intrappolata nel corpo di una ragazzina anche se ormai è una donna. Questo deriva dal fatto che i suoi superpoteri si manifestavano solo in questa forma, quando pronunciava la parola magica "Zafram". In questo limbo non può tornare alla sé stessa da adulta. Il colonnello Weird pare aver perso il senno e soffrire di demenza, forse in seguito ai suoi viaggi nella zona intra dimensionale Para-Zone. Il suo robot però non si dà per vinto e sta costruendo una sonda che forse può passare i confini della contea/prigione dove vivono e accedere all'esterno per raccoglier informazioni. Per quanto riguarda le intenzioni di Madame Dragonfly, sono imperscrutabili e vive separata dagli altri in un capanno nel bosco.

### L'arrivo di Lucy Weber

Copertina del volume "Black Hammer - L'evento", disegno di Dean Ormston. Edizione italiana BAO Publishing (2018).

Al di fuori del luogo dove sono intrappolati gli eroi della Golden Age vi è ancora chi non si è arreso alla loro scomparsa. Si tratta di Lucy Weber, figlia dell'eroe Black Hammer e che aveva 10 anni al tempo dell'Evento che ha cancellato gli eroi di Spiral City. A distanza di 10 anni riesce a trovare un indizio su come ritrovarli, infatti rinviene una delle sonde mandate in perlustrazione da Talky-Walky. Per rintracciarne la provenienza si rivolge al Dottor Star, il cui nome è Jimmy Robinson ed era amico del padre. Grazie ai suoi potenti telescopi, in grado di rivelare e seguire tracce energetiche particolari, scopre che la sonda proviene da quello che sembra un portale dimensionale. Lucy si attrezza e, con una tuta da astronauta, riesce a oltrepassarlo per poi ritrovarsi a Rockwood. Qui però viene inizialmente in contatto con Madame Dragonfly che (inspiegabilmente) le lancia un incantesimo affinché si dimentichi come è arrivata in quale luogo e quale sia il suo piano. Lucy è quindi spaesata e quando incontra gli altri eroi non riesce a dare risposte sul come si trovi li. La sua memoria a lungo termine è però rimasta ed è quindi memore degli ultimi anni passati a cercare di ritrovare suo padre e gli altri eroi. Rimane sconvolta quando apprende che proprio Black Hammer è morto cercando per primo di uscire dai confini di Rockwood e la loro fattoria. Ciò che ne rimane è il simbolo del suo potere ovvero il Martello. In seguito al suo fallito tentativo Talky-Walky è riuscita a mappare il campo di forza che circonda il luogo e definire quindi i confini nei quali si possono muovere. Lucy e Talky-Walky decidono di collaborare per poter fuggire da quel luogo soprattutto ora che vi è la consapevolezza che il mondo esterno esiste ancora. Gli altri sembrano alquanto disinteressati, a parte Gail che intravede la possibilità di tornare in una realtà dove può riprendere la sua forma adulta. Abraham pensava addirittura che quello fosse una sorta di paradiso dove trascorrere un'idilliaca vita di campagna. Tra tutti però vi sono due esiliati che non vogliono assolutamente che si abbandoni quel luogo anche se rimane un'agenda segreta. Si tratta di Madame Dragonfly e il colonnello Werid. La prima arriva a far dimenticare a Lucy come sia arrivata in quel luogo mentre il colonnello, quando si accorge che le sonde di Talky-Walky hanno raggiunto il mondo esterno, colpisce la sua fidata compagna con una pistola laser. Quando Lucy scopre i resti senza vita del robot chiama subito Abraham e gli spiega che il fatto può essere collegato alle ricerche che stavano conducendo per poter sfuggire da quel luogo. Il vecchio supereroe non sembra però interessato a ciò che Lucy ha scoperto. Emblematica è la sua frase: «Non siamo prigionieri. Questa non è una prigione [...] Non c'è niente di sbagliato in questo luogo». Quello che non può immaginare è che la condizione degli abitanti della Fattoria sta per subire drastici cambiamenti. Lo stesso Abraham viene preso in consegna dalla Polizia Locale per la sparizione dello sceriffo Truehearth, l'ex-marito della sua fidanzata Tammy. Questi è stato ucciso, all'insaputa di tutti, da Madame Dragonfly, che mal vedeva la sua intromissione con la vita degli ex-eroi di Spiral City. Gail Gibbons ha un crollo nervoso in quanto innamorata di Barbalien ma non corrisposta, a questo si aggiunge il sentirsi intrappolata in un corpo di una bambina. Cerca il suicidio venendo contatto con la barriera che li confina in quel posto ma viene salvata all'ultimo istante dall'eroe marziano che ha letto il suo biglietto di addio. Anche quest'ultimo ha subito una forte delusione amorosa in quanto ha rivelato i suoi sentimenti al parroco di Rockwood. Questi lo ha però respinto accusandolo di essere un peccatore agli occhi di Dio. Anche il Colonnello Weird affronta una profonda crisi avendo ucciso Talky-Walky, colei che lui definisce il miglior amico della sua vita.
Lucy non si vuole arrendere, è consapevole che la realtà in cui si vive è una trappola e, avendo lo spirito combattivo del padre, sa che la volontà e la determinazione possono prevalere su ogni ostacolo. Rimane profondamente delusa dagli eroi compagni del padre che si sono arresi e ricordando Black Hammer afferma: «Non pensava troppo al cosa fare. Lui agiva e faceva ciò che andava fatto». Mentre riflette su queste cose arriva al luogo dive si trova il martello che aveva trasformato il padre in uno dei più grandi eroi di tutti i tempi. Per poterlo sollevare bisogna esserne degni sia a livello morale sia nello spirito combattivo. All'improvviso sente come una voce che la chiama e capisce che suo padre la sta spingendo a tentare l'impossibile, ovvero impugnare il sacro martello. Lucy non esita e quando lo afferra lo riesce ad alzare da Terra. Si trasforma immediatamente nel nuovo Black Hammer acquisendone i poteri e l'iconico costume giallo e verde. Si ricorda quindi come è arrivata in quel luogo, dal ritrovamento della sonda di Talky-Walky all'aiuto del Dottor Star il quale ha individuato l'ubicazione dal quale è provenuto il messaggio del robot alieno. Si tratta di un portale verso la dimensione denominata Para-Zone, una realtà che lui, al pari del colonnello Weird conosce bene in quanto è da lì che provenivano le energie che gli hanno dato i poteri quando era un supereroe. Costruisce per Lucy una para-tuta che le permetta di sopravvivere in quel luogo e la addestra per 6 mesi in quanto deve compiere un viaggio fuori dall'orbita terrestre. Una volta all'interno rintraccia la nave del Colonnello, entrata scopre la verità, gli eroi di Spiral City sono in animazione sospesa all'interno di strane capsule. Madame Dragonfly interviene prontamente e la manda in uno stato comatoso in cui perde parte della memoria, dopo di che fa in modo che anche la sua coscienza si ritrovi intrappolata nella realtà artefatta di Rockwood.

### Era del terrore

Copertina del volume "Black Hammer: L'Era del terrore Parte II". Disegno di Dean Ormston. Edizione italiana BAO Publishing (2020).

Appena dopo essersi trasformata nel nuovo Black Hammer Lucy prende consapevolezza di come è arrivata a Rockwood e di cosa sia realmente quel luogo ed è pronta a rivelarlo ai suoi compagni. Non fa in tempo a dire nulla che svanisce e si ritrova in uno strano luogo, una vecchia casa a più piani con diverse stanze. Entrando in una di queste si ritrova in un pub il cui barista dice di chiamarsi Lonnie James, il posto è frequentato da esseri mostruosi e bizzarri. Lonnie gli rivela che si trova in una zona dello spazio-tempo denominata l'Anticamera. Quello specifico locale è dedicato ai delinquenti, gli emarginati e i dannati, rimane però vago su cosa sia o a cosa serva l'Anticamera. Con l'inganno la direziona verso una porta e la incita a entrare per rimettersi sulla sua strada ma si ritrova davanti alle porte dell'Inferno e l'entrata dietro di lei è scomparsa. Circondata da orde di demoni viene affrontata da quello che potrebbe essere il Signore degli Inferi il quale cerca di ingannarla facendole credere che suo padre è in quel luogo perché non è l'eroe che lei crede e a cui si è ispirata. Lucy non cade nel tranello e usa i poteri del suo martello (di origine divina) per attaccare i demoni e dissuadere il presunto Satana dal trattenerla contro la sua volontà. Questi cede e la lascia andare. A seguirla nel suo cammino si affianca uno spirito guida dal nome Jack Sabbath, un essere simile a uno zombie che quando era in vita ha fatto parte del team The Unbelievable Teen ma adesso accompagna i defunti e i viaggiatori nei reami e nelle dimensioni oltre la nostra realtà. Il portale che Lucy e Jack Sabbath attraversano li porta in un altro regno, governato da un essere denominato il Narratore e abitato dalla sua strana famiglia (i personaggi e le atmosfere riprendono le storie gaimaniane di Sandman). Il luogo si chiama Storyland e vengono invitati a un bacchetto di famiglia insieme agli altri fratelli e sorelle del pallido Signore di questo reame, i commensali sono Leggio, la sorella Mistero, il fratello/sorella Relazione e Editor (maestro della grammatica). Mistero vuole aiutare Lucy e gli rivela che quello è il luogo dove ognuno si crea la sua storia ma bisogna prestare attenzione a quello che si immagina perché poi diviene reale. Il problema di Lucy è che non si è accorta che sta vivendo le storie di qualcun altro, ora deve scegliere consapevolmente il suo cammino. Alla nuova Black Hammer viene quindi indicata la porta per tornare nell'Anticamera, ora deve trovare il giusto passaggio per tornare a Rockwood e compiere il suo destino. Con cautela apre diverse porte, ognuna è un'entrata per una storia diversa, differenti ma in qualche modo interconnesse. Da notare che osservando oltre la soglia di una stanza intravede Gus, il personaggio creato da Jeff Lemire per il suo fumetto postapocalittico Sweet Tooth. Lucy però non entra, ora è consapevole dove deve dirigersi e, aprendo con decisione una porta, entra nella Cabina degli Orrori di Madame Dragonfly, qui la strega sta confabulando con il Colonnello Weird. Lucy ha ritrovato la strada per la Fattoria a Rockwood ed è dove voleva arrivare. Nel frattempo anche Golden Gail è riuscita momentaneamente a riconnettere Talky-Walky che prima di tornare disattivata gli rivela di essere stata tradita dal Colonnello, in combutta con Dragonfly. Gail si precipita nel Capanno della Strega insieme a Barbalien e Abraham proprio mentre c'è il confronto tra Lucy e i due fautori dell'inganno. Questa gli rivela che ora si ricorda del suo arrivo a Rockwood e di come la realtà in cui stanno vivendo da 10 anni non esista ma sia stata creata da un complesso incantesimo di Dragonfly con l'aiuto della tecnologia del Colonnello Werid. La strega non si difende e desiste, ormai esausta dal dover mantenere attivo il potente incantesimo che ha creato Rockwood nelle menti degli eroi esiliati, inoltre si sente in parte colpevole di quanto ha dovuto architettare. Barbalien, Abraham e Golden Gail si risvegliano in delle capsule criogeniche all'interno dell'astronave di Weird, la quale sta fluttuando nella Para-Zone. Dragonfly spiega loro che questo si è reso necessario dal momento che poco dopo la distruzione dell'Anti-God lei aveva percepito la creazione di un squilibrio nell'omniverso. Per porvi rimedio e non riportare in vita il Dio distruttore bisognava estrapolare dalla loro realtà i responsabili del suo annichilimento. La soluzione più rapida era la dimensione dove ora si trovano, ben conosciuta dal Colonnello il quale dispone anche di una nave che li poteva proteggere dalle nefaste energie di quello strano universo. Purtroppo il padre di Lucy, ovvero Black Hammer, si è ripreso prima di essere messo in animazione sospesa ed uscito dalla nave ma neppure il potere del suo martello lo ha salvato e il suo corpo è stato dissolto. Abraham Slam è l'eroe che rimane più sconvolto da queste rivelazioni e vorrebbe tornare nella realtà di Rockwood dove aveva finalmente trovato la serenità e l'amore (Tammy Trueheart). L'incantesimo è però stato spezzato e quella realtà non esiste più. Il Colonnello decide che è ora di tornare sulla Terra e, contrariamente al parere di Dragonfly, attraversa il portale per uscire dalla Para-Zona.
Dopo il passaggio si trova però improvvisamente da solo all'interno della sua astronave, i suoi compagni sono scomparsi e non vi sono punti de riferimento nello spazio circostante. Decide di esplorare ed esce dal velivolo per lanciarsi verso uno strano planetoide. Dopo aver toccato la superficie, la realtà che lo circonda è indescrivibile in quanto muta in continuazione, anche se alcuni scenari sembrano familiari e spesso sono di natura postapocalittica. Il primo essere che incontra è un insetto umanoide che dice di essere un detective privato di Spiral City, il suo nome è Ispettore Insettone e gli spiega che si trovano in nessun luogo, una landa formata e plasmata da un essere che lui chiama il Capo. Il luogo viene anche descritto come Limbo Land e si tratta di posto che esiste nell'immaginazione del Capo, in quella parte della sua mente dove albergano tutti i personaggi non realizzati di storie mai completate. Il Colonnello incontra altri pittoreschi individui in costume quali Miss Moonsteam, che avrebbe dovuto essere una nemesi di Golden Gail, il cavalier Excali-Burt, uno scudiero proveniente dall'epoca di Re Artù, Soldier X, un eroico soldato che doveva far parte del Liberty Squadron durante la seconda guerra mondiale, Stella Steel, ideata per essere la moglie dell'avventuriero Doc Steel, Mister Grizzly, creato per essere l'anti eroe di Spiral City durante gli anni novanta, il trio di super animali Ham Samwich, Barbali-Bunny, Golden Goose. Ciò che accomuna tutti questi personaggi è che la loro storia (mai raccontata o completata) era destinata a far parte della saga dei supereroi di Spiral City ma il loro Creatore non è mai arrivato a portarli a quel punto. Il Colonnello capisce che se è precipitato in quel limbo non fa più parte della storia del Black Hammer Universe e ai lettori del fumetto diviene chiaro che colui che chiamano il Capo (ma è anche descritto come Creatore) è lo stesso Jeff Lemire. Randall non può per arrendersi all'oblio narrativo in quanto sulla Terra del Limbo arriva minaccioso l'Anti-Dio e vi è il pericolo che una volta devastato quel territorio iperuranico, ritrovi l'accesso all'Universo principale della Saga. Una via di fuga potrebbe esserci e la conosce la super oca Golden Goose, unico personaggio del Limbo ad esserne sporadicamente fuoriuscito, forse per disattenzione del Capo o per l'audacia e la volontà di quel personaggio, desideroso di lasciare un segno in qualche fumetto. Il super animale è apparso infatti nella copertina del n. 6 dell'albo Black Hammer: Age of Doom e in un flashback di Golden Gail che ricordava una sua battaglia con la Golden Family (il team da lei formato). Mentre gli altri personaggi irrealizzati si sacrificano per rallentare l'Anti-Dio e il suo esercito di Ade-Mentali (portatori di non-esistenza), il Colonnello riesce a fuggire da un cunicolo che lo porta ad uscire da un orecchio di una testa gigante (appartenente all'autore Jeff Lemire). Qui si ritrova nella Terra dei Creatori, un luogo dove non si trova solo il Capo della Limbo Land ma molti altri esseri umani giganti dalla cui testa si genera una immensa cortina di nubi. Randall si lancia verso quella zona convinto che la sua storia sarà anche stata modificata ma non è ancora finita, ora vuole raggiungere i suoi compagni.

### Una nuova realtà
Dopo aver attraversato il portale per uscire dalla Para-Zona, agli eroi imprigionati spetta un destino beffardo: il Colonnello Randall è sprofondato nella dimensione Limbo Land, Mark Markz si ritrova ancora sul suo pianeta natale Marte, Lucy e Abraham albergano in una differente Spiral City mentre Talky-Walky e Madame Dragonfly sembrano (inizialmente) scomparse. La realtà in cui sono tornati dopo l'esilio non è però più la stessa, ha subito un processo di revisione. Nessuno a Spiral City si ricorda o crede nei super eroi e Lucy, Mark e Abraham vivono delle vite completamente diverse da quelle di prima, ignari di chi siano stati o del periodo passato nella realtà illusoria di Rockwood. Lucy è una cameriera presso una pizzeria, Abraham è una guardia al Museo della città, Mark Marktz vive sul pianeta rosso ma è stato bandito dalla sua stessa società in quanto intrattiene un rapporto omosessuale con un altro marziano. Il Colonnello Weird Randall è dato per morto nel 1956 durante la missione Apollo 16 e per questo gli è stato dedicato un busto in una delle sale del Spiral City Museum. Nonostante queste vite alternative in ognuno di loro è però rimasto un'eco delle precedenti identità. Lucy si rammarica per non aver fatto la giornalista in quanto sente che sarebbe stata speciale nel suo lavoro, capace di svelare i segreti di quella grigia città ma non ci ha creduto fino in fondo. Abraham legge fumetti dei supereroi Golden Age per passare il tempo durante la guardia notturna, tra le mani sfoglia un vecchio albo di Stories to Astonish (il n.42) con in copertina l'eroe di colore Punch Socklingham. Mark Marktz sta pianificando di scappare da Marte con il suo compagno. Il suo obiettivo è raggiungere la Terra e sperare in una vita migliore ma il suo tentativo di fuga viene scoperto, la sua astronave distrutta e il suo compagno brutalmente ucciso. Nessuno sembra quindi poter ristabilire o mettere in discussione la nuova realtà (o continuity del Black Hammer Universe). L'anomalia risiede però nel robot Talky-Walky la cui coscienza (forse perché sintetica) non è stata riscritta o manipolata. Rinchiusa in un vecchio appartamento, riesce a contattare telefonicamente la Gino's Pizza, il locale dove lavora Lucy e gli spiega quanto è successo e di come lei non stia compiendo il suo destino, ovvero essere il nuovo Black Hammer, ruolo che ha ereditato dal padre che non è morto in servizio come lei crede. Lucy è perplessa e incredula, pensa di essere stata presa di mira da uno stalker, ma ancora una volta decide di seguire il suo intuito, quella stessa sensazione che gli aveva permesso di non arrendersi di fronte alla scomparsa dei supereroi dopo l'Evento. Quando arriva all'appartamento indicatogli da Talky-Walky, trova l'essere sintetico mentre è in procinto di disattivarsi definitivamente ma l'arrivo della ragazza la salva da quello che sarebbe un atto suicida. L'unico piano plausibile per riuscire a ristabilire l'ordine precedente è quello di ritrovare il Martello Nero, l'unica che può riuscirci e brandirlo è Lucy Weber. La sua ricerca ha successo in quanto lo trova all'interno di un magazzino con il resto delle cose e degli utensili appartenuti al padre. Appeno lo impugna si trasforma nuovamente in Black Hammer e riacquisisce la consapevolezza degli avvenimenti accaduti prima dell'ennesima retcon della loro storia. Talky-Walky ha raccolto informazioni sull'ubicazione degli altri loro compagni e il primo da cui si recano è Abraham durante un suo turno al Museo. Lucy riesce a fargli riacquistare la memoria colpendo con il Martello Nero, Abraham è però affranto dall'essere travolto dai ricordi del passato (tra i quali il suo perduto amore Tammy). La prossima tappa è un ospizio in cui è stata ricoverata Gail Gibbons, ormai anziana e affetta da demenza senile. Non riescono però a farle ricordare della sua identità come Golden Gail e della possibilità di ringiovanire con la trasformazione. Decidono quindi di portarla via con loro, durante la fuga incappano nell'astronave del Colonnello Weird che gli racconta della sua avventura nella Terra del Limbo (e del loro presunto Creatore, ovvero Jeff Lemire) ma, come al solito, i suoi sproloqui non vengono presi seriamente dal gruppo. Utilizzando il suo velivolo spaziale raggiungono Marte in cerca di Barbalien. Dopo averlo individuato, messo a contatto con il Martello Nero, anche lui riacquisisce la sua consapevolezza. Il legame empatico che si è formato tra Mark e Gail nel tempo passato alla fattoria convince l'anziana donna a fidarsi di quello strano essere, e pronuncia la parola magica Zafram. Si trasforma immediatamente nella supereroina dodicenne Golden Gail ed ha ripreso tutti i suoi ricordi. In quello stesso istante Lucy scompare e viene portata all'interno di una stanza monumentale al cui centro si trova un trono dove siede suo padre nelle vesti di Black Hammer. Joseph gli spiega che quello è il pianeta conosciuto come Nuovo Mondo (o "New World" in originale) e si trova su un altro piano dimensionale, quello è il luogo da cui derivano le energie che alimentano il Martello Nero. In quella dimensione lui può ancora esistere come spirito e simbolo del Black Hammer ma il suo corpo è morto nella Para-Zona quando ha cercato di fuggire da Rockwood. Lucy viene presentata al potente Starlok, massima divinità del pantheon di New World e gemello/antitesi dell'Anti-God. Starlok gli spiega che l'unico modo per fermare la sua controparte nichilista è quella di ripristinare il piano iniziale concepito da Madame Dragonfly e il Colonnello Randall. Gli eroi della Golden Age devono sparire dalla continuità temporale del suo universo, in questo modo sarà possibile mantenere un giusto equilibrio tra il dualismo di energie che governano il creato (luce e ombra). In questo caso l'Anti-God non avrà la necessità di manifestarsi. Lucy potrà invece rimanere a Spiral City, nella sua realtà, in quanto lei non faceva parte degli eroi delle epoche prima della grande crisi definita l'Evento (primo arrivo dell'anti-Dio). Dopo aver salutato il padre, Lucy raggiunge i suoi compagni e insieme si recano da colei che deve ricreare l'incantesimo e illusione di Rockwood: Madame Dragonfly. Nella nuova realtà la maestra di arti occulte si è creata, con le energie della Capanna degli Orrori, una vita come madre e moglie all'interno di un'idealizzata famiglia della middle-class americana. Rimane però consapevole di ciò che è stata e quando si ritrova alle soglie di casa i suoi vecchi compagni capisce che deve abbandonare la vita che ha sempre sognato. Per salvare il mondo bisogna ricreare Rockwood ma questa volta non vi è la possibilità di farlo nella Para-Zona e quindi Dragonfly deve attingere a tutte le sue forze e poteri per creare una dimensione mistica in cui Abe, Mark, Gail e Talky-Walky possano scomparire ma continuare ad esistere. A loro si aggiunge anche l'ex supercriminale Sherlock Frankenstein che poco prima dell'Evento aveva intrattenuto una relazione con la versione adulta di Gail e, da allora, è in attesa che l'energia emanata dai poteri di Zafram si rimanifesti. L'amore per Gail lo porta ad abbandonare Spiral City e a buttarsi in una realtà sconosciuta. Non appena i cinque predestinati varcano il nuovo portale invocato da Dragonfly la minaccia del ritorno dell'Anti-God svanisce. Lucy, nel ruolo di Black Hammer II, rimane la campionessa e protettrice di Spiral City. L'equilibrio tra Bene e Male, anche se in perenne conflitto (tesi e antitesi) rimarrà per sempre, presupposto inevitabile in un universo che viene percepito come duale.
Epilogo: il nuovo incantesimo di Dragonfly per ricreare Rockwood pare aver funzionato (sorprendentemente) meglio del precedente. Gli eroi di Spiral City si ritrovano in una condizione di vita serena e felice, mai raggiunta dei dieci anni del precedente esilio. Abraham è già sposato felicemente con Tummy (la cameriera col quale aveva una turbolenta relazione), Mark Markz ha una relazione con Quinn (il parroco che lo aveva respinto nella versione precedente), Gail è la nipotina di Abraham e Sherlock (anche lui ragazzino) è il suo miglior amico. Lucy è rimasta a Spiral City dove ricopre il ruolo di supereroe dal Martello Nero che era stato del padre (il suo desiderio inconscio). Sembra un lieto fine, apparentemente il Creatore (ovvero Jeff Lemire) ha voluto donare a tutti i suoi eroi l'esistenza che desideravano, ma qualcosa non torna. Manca Madame Dragonfly che si è letteralmente trasformata in un portale energetico per fare da ponte tra Spiral City e la nuova Rockwood, non vi è traccia del Colonnello Weird, Talky-Walky appare come giocattolo tipo action figure nelle mani di Gail. Inoltre manca l'elemento più importante, ovvero la consapevolezza di chi sono stati, tutti sembrano credere che quelle siano davvero le loro vite da sempre. Viene da chiedersi se l'incantesimo sia davvero riuscito. Forse aveva ragione il Colonnello, la realtà di Rockwood non si può ricreare al di fuori della Para-Zona e senza il supporto della sua astronave che forniva delle capsule per dare supporto vitale ai corpi che rimanevano in animazione sospesa. Se questo fosse vero, allora non è da escludere che il Creatore abbia deciso di eliminare gli eroi della Golden Age dalla continuity del Black Hammer Universe. Quello che si è intravisto è un breve squarcio di una possibile realtà, desiderata e vissuta da (e per) questi personaggi un attimo prima dell'oblio.

## Personaggi

### Golden Age heroes confinati a Rockwood
- Abraham Slam (Abraham Slamkowski): non possiede particolari superpoteri, anzi da ragazzo è gracile e poco in salute[9]. Per questo viene respinta la sua domanda per far parte dell'esercito che sta combattendo le Forze dell'Asse durante la seconda guerra mondiale[9]. Per migliorarsi si dedica al sollevamento pesi e pugilato, il suo mentore e allenatore è Punch Sockingham. Quando questi viene ucciso dalla malavita Slamkowski si dedica alla lotta al crimine di strada con un costume col simbolo "S" e adottando il nome di Abraham Slam[9]. Si tratta quindi di un eroe della Golden Age ma col passare del tempo e l'arrivo della Silver Age (dopo il 1970), le minacce sono sempre maggiori e non hanno origine nel crimine organizzato o nelle street gang ma piuttosto provengono da altri mondi o dimensioni[9]. Durante una battaglia col demone interdimensionale Cthu-Lou viene salvato per l'ennesima volta dal potente Black Hammer che lo persuade ad abbandonare i panni del supereroe, siamo nel 1979[10]. Abraham si ritrova quindi a essere un personaggio fuori dal tempo ma nonostante questo partecipa alla battaglia contro l'Anti-God, anche se non ha i poteri o la possibilità di uscirne vivo. Anche lui però si ritrova confinato a Rockwood e qui sembra ritrovare la sua giusta dimensione, una vita semplice in mezzo alla natura e persino l'amore[10]. Emblematica è la sua riflessione: «Sono cresciuto in città ma dal primo istante che abbiamo messo piede in questa fattoria, mi sono sentito come se fossi arrivato a casa»[10]. La sua capacità di adattarsi e apprezzare la vita di campagna infastidisce alcuni membri del gruppo tra cui Gail Gibbons, Madame Dragonfly e Talky Walky, il quale continua imperterrito a fare dei tentativi per sfuggire da questo esilio[10].
- Golden Gail (Gail Gibbons): viene cresciuta in un orfanotrofio dove in seguito ai maltrattamenti decide di scappare[10]. Ha solo nove anni quando si ritrova per strada ma in uno strano cinema incontra un vecchio mago di nome Zafram. Quando pronuncia quasi per caso questa parola si trasforma in una supereroina di 10 anni con la capacità di volare, grande forza e invulnerabilità[10]. La bambina si è dimostrata pura di cuore e ha quindi ottenuto grandi poteri, avendo trovato un degno campione il mago muore e Gail usa le sue straordinarie nuove capacità per combattere il male[10]. Con il passare degli anni Gail Gibbons invecchia e diventa una donna matura ma ogni volta che pronuncia Zafram si trasforma nella supereroina bambina Golden Gail[10]. Dopo la battaglia con l'Anti-God, si ritrova intrappolata con gli altri eroi a Rockwood. Il problema è che è rimasta imprigionata nel corpo di una bambina di nove anni ma in realtà ne ha 55. Forse è quella del gruppo che soffre maggiormente questo confinamento in quanto deve andare a scuola e comportarsi come una bambina per non destare sospetti[10]. Per cercare di evadere da questa condizione beve alcolici e fuma sollevando preoccupazioni nella piccola società di Rockwood[10]. Chi deve cercare di tenerla sotto controllo è Abraham Slam che si è presentato alla comunità come suo nonno (vista anche l'apparente differenza d'età)[10]. La persona con cui si confida maggiormente è però il marziano Mark Markz[10].
- Barbalien (Mark Markz): è un alieno proveniente da Marte e fa parte delle Tribù Rosse[9]. Viene emarginato dalla sua stessa gente per le sue idee pacifiste e tendenze omosessuali[9]. Quando un'astronave della NASA precipita sul pianeta rosso, riesce a convincere i leader del suo popolo a non considerare la Terra una minaccia. Riesce a evitare una guerra planetaria ma viene inviato sul nostro pianeta per osservare gli esseri umani[9]. Qui assume l'identità (grazie ai poteri di muta forma) di un poliziotto e ha modo di fraternizzare e provare empatia con i terrestri[9]. Arriva a provare dei sentimenti per Cole, suo compagno di pattuglia, ma quando prova a dichiararsi, viene respinto con frasi omofobe[9]. Dopo questo episodio abbandona la polizia e apre un ufficio come detective privato[11]. Nonostante i suoi sforzi anche sulla Terra sembra non trovare una sua dimensione ma decide di partecipare alla lotta disperata contro l'Anti-God, preludio all'Evento che lo porta nel limbo di Rockwood[9]. Qui sembra trovarsi più a suo agio che in ogni altro luogo, si inserisce nella comunità della parrocchia dove nasce una profonda amicizia col reverendo[10]. Da notare che quando frequenta gli esseri umani non si mostra mai nella sua forma aliena ma assume l'aspetto di un aitante trentenne (o poco più)[10]. Il membro del gruppo di esiliati con il quale ha legato di più è Gail Gibbons, la super eroina conosciuta come Golden Gail[10]. All'apparenza ha nove anni ma in quel corpo vi è imprigionata una donna di 55 anni, la quale sembra provare dei sentimenti (non espressi) per Mark Markz[10].
- Colonel Weird (Randall Weird): conosciuto dagli anni cinquanta come avventuriero interstellare, si è spinto in luoghi della galassia dove l'uomo non era mai arrivato[12]. Come compagno di viaggio ha un robot di nome "TLK-E WLK-E", soprannominato Talky Walky[12]. Nel 1955 compie una missione sul pianeta Virius-6, destinata a stravolgergli la vita. Qui scopre infatti, in una caverna, una strana mappa che lo porta ad attraversare un portale interdimensionale, passaggio per una realtà denominata Para-Zone. Qui non si applicano le nostre leggi della fisica, lo spazio sembra modificarsi in continuazione e il tempo non è lineare[10]. Quando riesce a uscirne è invecchiato di decenni e sulla Terra è l'anno 1964[10]. A questo si aggiunge il danno subito dal suo stato di coscienza che è profondamente alterato, per Weird diventa impossibile tornare a una vita normale. Inoltre nel folle tentativo di portare la sua fidanzata (che lo ha atteso 9 anni) nella Para-Zone la vede dissolversi di fronte ai suoi occhi[10]. Pare che nessun altro essere umano possa sopravvivere in quella dimensione[10]. Anche il colonnello Weird si ritrova nella realtà prigione di Rockwood dopo il cataclisma causato dall'Evento. Tra gli eroi isolati è però l'unico che potendo ancora passare nella Para-Zone, riesce a vedere immagini del mondo esterno o quantomeno ricordi e/o allucinazioni[10]. In ogni caso sembra che sia riuscito a scrutare cosa accadrà o potrà accadere nel futuro degli ex-campioni di Spiral City. Diventa però difficile capire quanto quello che dice sia frutto della razionalità o del delirio[10]. La seguente riflessione di Werid è quantomai indicativa della sua condizione:«Mi sono perso nello spazio, quindi faccio l'unica cosa che so fare [...] esploro. Guardo nell'ignoto e mi ci butto a capofitto...un tempo ero un eroe...un tempo ero un uomo ma ora non sono nessuno e non sono da nessuna parte e ho molta paura»[5].
- Madame Dragonfly (alter ego sconosciuto): la sua esistenza e i suoi poteri sono legati a un capanno che si trovava disperso in un bosco e che l'ha seguita anche nel suo esilio di Rockwood dopo l'Evento[13]. Pare che sia la guardiana degli orrori e delle forze oscure che si sprigionano da questa dimora[13]. Un centinaio di anni prima della battaglia contro l'Anti-God, pare fosse una donna normale che si recò in questo luogo in cerca di una strega che potesse resuscitare suo figlio, morto appena nato[10]. Il patto prevedeva che lei prendesse il suo posto in quello che è tristemente noto come il Capanno degli Orrori[10]. Accettò e da allora è divenuta Madame Dragonfly, apparentemente immortale ma destinata a una vita di solitudine[10]. Il suo bambino gli è stato infatti portato via dalla strega di cui ha preso il posto. Dopo quasi cento anni di solitudine ha creato un essere della Palude, lanciando un incantesimo contro un uomo il cui corpo è sprofondato nel fango ma è risorto come un essere mezzo uomo e mezzo pianta (nell'aspetto ricorda Swamp Thing della DC)[10]. Tra i due nasce un amore corrisposto ma Madame Dragonfly percepisce l'arrivo dell'Anti-God, una minaccia per l'intero creato[10]. Si dirige così a Spiral City per unirsi alla battaglia insieme agli altri eroi. Inevitabilmente ne subisce il destino e si ritrova reclusa nel limbo di Rockwood. Tra tutti è quella che vive più isolata in quanto non risiede nella fattoria ma nel suo capanno maledetto[10].
- TLK-E WLK-E (Talky-Walky): proviene da un pianeta del sistema solare Osler, abitato solamente da forme di vita robotiche[14]. Talky-Walky è però una scienziata (ci si rivolge a lei con il pronome she) interessata ad altre forme di vita[14]. Mandando delle sonde nello spazio intercetta le trasmissioni televisive della Terra e ne rimane affascinata[14]. Manda un segnale di soccorso nella speranza di attirare l'attenzione e così avviene in quanto il colonnello Randall Weird si reca sul pianeta e riesce a portarla nonostante l'opposizione degli altri robot che non tollerano forme di vita biologiche[14]. I due diventano inseparabili nelle loro esplorazioni dello spazio. Partecipano alla battaglia contro l'Anti-God e finiscono così nel limbo di Rockwood. Tra tutti gli eroi Talky-Walky è quella che non si arrende al vivere isolati dalla realtà e continua a creare nuove sonde per cercare di capire se esista un modo per fuggire o stabilire un contatto col mondo esterno[14].
- Black Hammer I (Joseph Weber): Joseph dedica la sua vita ad aiutare le persone più povere di Spiral City contribuendo a dare cibo e conforto nelle zone di assistenza[9]. Una sera trova in un vicolo un supereroe morente che impugna un martello. Questi gli dice che qualcuno deve prendere il suo posto se è degno di sollevare la sua arma. Joseph ci prova e diviene il supereroe Black Hammer[9]. Subito dopo si ritrova su New World sede della semidio Starlock e dei Lightriders, il loro compito è proteggere il Creato dalle forze dell'oscurità, ora Joseph è uno di loro[9]. Quando torna sulla Terra sono passati 4 mesi e la moglie è incinta di Lucy[9]. Siamo nei primi anni settanta e mancano 10 anni all'arrivo dell'Anti-God che dopo aver sconfitto i Lightriders e il gemello Stralok si dirige sulla Terra[9]. Qui Black Hammer è in prima linea per proteggere l'umanità e sembra riuscire a sconfiggere l'anti-Dio grazie alla sua forza di volontà e al potere del suo martello[9]. Poco dopo si ritrova però confinato a Rockwood insieme agli altri eroi di Spiral City. Non volendo accettare di rimanere in quel luogo neanche per un momento, si eleva in cielo per andare oltre[9]. Il suo corpo sembra però colpire uno strano campo energetico e viene smembrato[9]. Di lui rimane solo il martello. All'esterno la figlia Lucy, crescendo, diventa una reporter e non smetterà mai di cercare suo padre e gli eroi perduti di Spiral City[9].

### Nemesi
- Anti-God: si conosce poco sulle origini di questa divinità oscura a parte il fatto che è il gemello (presunto) di Starlock[9]. Quest'ultimo rappresenta l'origine dell'equilibrio e della luce nell'Universo[9]. L'Anti-God ne rappresenta una versione speculare e antitetica, il cui scopo è portare l'Apocalisse[9]. Nel tentativo di dare origine alla sua missione si ritrova a combatter i grandi eroi della Golden Age e il terreno della battaglia finale è Spiral City[9]. Grazie al supereroe Black Hammer viene apparentemente sconfitto ma le conseguenze vedono tutti gli eroi che lo hanno affrontato intrappolati nella comunità rurale di Rockwood[9]. L'estensione dei suoi poteri non sono note ma comprendono la capacità di manipolare l'energia cosmica e la stessa materia. Non si sa se possa morire o essere distrutto in maniera definitiva[9]. Pare che questo non sia però possibile in quanto non si tratta di una entità con una coscienza e volontà definite, è piuttosto una sorta di forza ancestrale[8]. Le sue azioni non sono determinate dal desiderio di distruggere fine a se stesso o da un'indole malvagia. La sua presenza si manifesta quando viene meno l'equilibrio tra bene e male, strettamente necessario a mantenere l'apparente struttura simmetrica della realtà[8].

### Alleati
- Lucy Weber (Black Hammer II): figlia di Joseph Weber, acclamato eroe di Spiral City e membro dei Lightriders[9]. Prescelto per il suo valore e spirito combattivo, è stato in grado di sollevare il Martello Nero, generato da un grande potere di origine non terrestre[9]. Lucy conosce fin da piccola l'identità da supereroe del padre e quando ha 10 anni lo vede svanire insieme agli altri eroi coinvolti nella battaglia contro l'Anti-God, passata alla storia come l'Evento. Ha sempre avuto il dubbio che il padre possa essere sopravvissuto insieme agli altri suoi compagni[9]. Il suo spirito inquisitorio e il suo amore per la lettura/scrittura la portano a iscriversi alla scuola di giornalismo della Spiral University, divenendo in seguito una reporter del Global Planet[9]. All'età di 18 anni viene avvicinata da un vecchio conoscente di suo padre, Jimmy Robinson, una volta noto come il celebre Dottor Star. Questi alimenta le sue speranze nella ricerca degli eroi perduti in quanto gli rivela che anche il suo intuito di scienziato (ed ex-super eroe) gli suggerisce che c'è qualcosa da scoprire intorno alla misteriosa scomparsa di chi ha combattuto l'Anti-God[3].
- Jack Sabbath: Jack nasce e cresce a Spiral City, in una famiglia molto religiosa[15]. Sin da piccolo cominciano a manifestarsi intorno a lui strani fenomeni paranormali e da ragazzo sembra possedere capacità particolari che i genitori temono essere di origine demoniaca[15]. Jack è infatti in grado di canalizzare energie derivanti dal Piano Etereo e ha la possibilità di aprire portali tra le dimensioni[15]. Respinto dalla sua famiglia viene reclutato nel team di supereroi teenager denominato The Unbelievable Teens, finanziato dal miliardario Moniker[15]. Quando Lucy (come Black Hammer II) lo incontra all'Inferno, si ritrova di fronte un Jack dal corpo cadaverico, apparentemente confuso e contraddittorio nelle affermazioni[4]. Non sa perché si trova in quel luogo e arriva ad affermare: «Voi in costume mi piacete. A volte penso che in un'altra vita sarei potuto essere uno di voi»[15]. Nonostante questo è conscio di essere uno spirito guida tra i reami oltre la nostra realtà e aiuta istintivamente Lucy a ritrovare la strada per Rockwood[4].

## Realizzazione
Lemire ha dichiarato di lavorare al progetto Black Hammer dal 2007 e già allora ne aveva parlato con Brendan Wright, che poi sarebbe diventato l'editor della serie. Per arrivare alla pubblicazione passano però quasi 10 anni e questo è dovuto alla grande mole di impegni che vede coinvolto l'autore canadese. Fino al 2014 è legato con un contratto in esclusiva con la DC Comics. Qui, oltre a essere impegnato su celebri personaggi quali Animal Man, Green Arrow e Constantine si dedica anche a serie creator-owned per l'imprint Vertigo. Si tratta dell'ambiziosa saga postapocalittica Sweet Tooth e del complesso e sperimentale Trillium. Per entrambe realizza sia i testi sia i disegni. Bisogna inoltre sottolineare che dal 2014 (e fino al 2018) si impegna con la Valiant Comics per la quale cura in particolar modo l'iconico Bloodshot (poi trasposto in versione cinematografica). A questi si aggiungono molti altri progetti ma per questo non abbandona l'idea di dar vita a un Black Hammer Universe costituito da supereroi da lui stesso creati. Il progetto è comunque programmato per essere pubblicato a partire dal 2015 ma sopraggiunge un grave problema di salute per il disegnatore Dean Ormston il quale il 26 marzo di quell'anno soffre di una emorragia cerebrale al lobo sinistro del cervello. Le conseguenze sono una paralisi della parte destra del corpo. Nonostante questo Ormston comincia con fiducia la riabilitazione e vuole ancora essere (nonostante le avversità) il disegnatore dell'opera. Jeff è disposto ad aspettare i tempi della riabilitazione e non cerca sostituti. L'artista riesce a ristabilirsi in tempi veloci e, anche se con qualche difficoltà, riesce a realizzare magistralmente le tavole dei primi albi della serie, distribuiti dal 2016. La fiducia nel suo recupero contribuirà a rendere l'opera ancora più significativa e peculiare a livello visivo e creativo.
Per quanto riguarda la storia, Il punto di partenza è di provare a narrare cosa succede a quegli eroi che subiscono un evento simile a Crisi sulle Terre infinite e vengono cancellati dalla continuity di un universo narrativo, per finire in un limbo editoriale o essere sostituiti da nuove e aggiornate versioni di sé stessi, le quali però non hanno però memoria degli eventi passati. Non per caso l'Evento che ha portato i protagonisti nella dimensione/prigione del paesino di Rockwood è avvenuta negli anni ottanta (in accordo alla cronologia ufficiale del Black Hammer Universe). Quello è il periodo (tra il 1985 e il 1986) in cui l'universe wide crossover Crisi sulle Terre infinite (della DC Comics) ha di fatto azzerato tutte le storie dei decenni passati dei personaggi DC, permettendo di presentare nuove origini e storie anche di personaggi iconici quali Superman, Batman e Wonder Woman. Ma che fine hanno fatto le loro versioni antecedenti o quelle di diversi personaggi radicalmente cambiati o modificati dopo il 1986? I protagonisti di Black Hammer sanno di non essere più parte della loro linea spazio-temporale (in seguito da un evento/Crisi che ha stravolto le loro vite) e allo stesso tempo sono ignari se il mondo si ricordi di loro o esista come loro stessi se lo ricordano. A livello editoriale i reboot dei personaggi o una parziale retcon della loro storia è ormai abituale sia per le Big-Two (Marvel e DC) ma anche per editori indipendenti. Lemire ha voluto quindi prendere spunto da questo trend e presentarci una sua visione, sviluppando al contempo un vero e proprio universo narrativo. A tal proposito ha dichiarato: «Se c'è un punto su cui Black Hammer ha sempre puntato è la narrazione della storia dei supereroi e (dal momento che) assistiamo a una realtà dove gli universi supereroistici sembrano essere subire reboot, rilanci e rinascite ogni anno [...] sentivo fosse giusto prendere spunto da questa tendenza...». Grazie alla possibilità di sviluppare un intero universo narrativo intorno ai super eroi di Black Hammer, Lemire si dedica alla realizzazione di diverse serie spin-off che arrivano a creare un affresco storico in cui l'autore da la sua interpretazione delle varie epoche della storia del fumetto dei supereroi. Si parte dall'epoca vittoriana per arrivare a narrare storie ambientate 100 anni nel futuro, in quella che viene denominata la Quantum Age. Tra i due antipodi si collocano cronologicamente la Pulp Age (degli anni venti), la mitica Golden Age (degli anni trenta e quaranta), la Silver Age (da fine anni cinquanta e gli anni sessanta), la Bronze Age (degli anni settanta), gli anni ottanta vedono l'arrivo dell'Anti-God e la fine di un'era dei supereroi, e a questa segue la cupa Grim Age degli anni novanta.
All'interno del nuovo riassetto editoriale della casa editrice iniziato nel 2012, il nuovo universo super eroico di Black Hammer rientra nella volontà della Dark Horse di proporre una innovativa generazione di eroi. Pur inserendosi in quello che è il genere mainstream del fumetto statunitense, qui però si vuole dare valore a nuove idee e un differente approccio al genere, dando piena libertà creativa agli autori che si cimentano con nuovi personaggi da loro creati. I "veri super poteri" di questi nuovi superheroes deve essere la creatività degli stessi autori e per questo i titoli proposti vengono pubblicizzati con la tagline "Super:Powerd by Creators!" (ovvero Poteri-Super dai loro creatori!). Al 2017 il catalogo che rientra sotto questo banner è formato dai titoli: Black Hammer, Dream Thief, Buzzkill di Donny Cates, The Black Beetle di Francesco Francavilla, The Answer!, Bloodhound, Michael Avon Oeming's The Victories. Nel descrivere questo approccio editoriale e creativo al genere, l'autore Duane Swierczynski afferma: «Questi super eroi non sono boy scout in costume. Sono una fusione esplosiva degli eroi e detective dannati e utopistici dell'epoca pulp con i paladini in costume della Golden e Silver Age».

## Premi e riconoscimenti
- Nel 2017 serie Black Hammer vince il prestigioso Eisner Award come "Best New Series" (ovvero miglior nuova serie dell'anno del 2016)[20]. Lo scrittore Jeff Lemire ottiene anche una nomination come "Best Writer" (ovvero miglior scrittore) per le sue opere Black Hammer, Descender, Plutona e Bloodshot Reborn della Valiant Comics[20]. Questo premio viene però assegnato a Brian K. Vaughan[20].
- Nel 2018 la serie Black Hammer ottiene la nomination all'Eisner Award come "Best Continuing Series" (ovvero miglior serie in corso nel 2017)[21]. Solo 5 serie ottengono questa nomination e quindi, anche se non vince, rimane una delle migliori opere del mondo dei comic[21]. Lo stesso anno Jeff Lemire viene nominato nuovamente come "Best Writer" per Black Hammer e Descender[21]. Mentre l'artista David Rubin ottiene la nomination all'Eisner come "Best Penciler/Inker" (o miglior disegnatore) per i suoi disegni per gli albi n.9 e n.12 di Black Hammer oltre ad aver realizzato come disegnatore la miniserie Sherlock Frankenstein and the Legion of Evil, storia spin-off di Black Hammer[21].
- Nel 2018 Jeff Lemire si aggiudica il premio italiano Gran Guinigi come miglior sceneggiatore di fumetti dell'anno in riferimento al suo lavoro su Black Hammer[22]. Il premio viene assegnato durante l'annuale fiera Lucca Comics & Games che si tiene a Lucca[22].
- Nel 2019 la serie Black Hammer: Age of Doom, sequel di Black Hammer ottiene una nomination all'Eisner Award come "Best Continuing Seris" e Jeff Lemire è di nuovo nominato tra i "Best Writer" per Black Hammer: Age of Doom, Doctor Star & The Kingdom of Lost Tomorrow (spin-off di Black Hammer), Descender, Royal City e Gideon Falls[23]. Quest'ultima vince l'Eisner Award come miglior nuova serie del 2018[23]. Da notare che per il terzo anno consecutivo i fumetti legati al Black Hammer Universe rientrano tra le opere presenti all'interno delle nomination del premio più prestigioso del mondo dei comic[23].

## Opere
- Black Hammer nn.1-13, Jeff Lemire (testi) - Dean Ormston e David Rubín (disegni), Dark Horse Comics, Milwaukie (Oregon), luglio 2016 - settembre 2017.
- Black Hammer Giant-Sized Annual, Jeff Lemire (testi) - Dustin Nguyen, Michael Allred, Emi Lenox, Nate Powell, Matt Kindt, Ray Fawkes, Dave Stewart e Sharlene Kindt (disegni), Dark Horse Comics, Milwaukie (Oregon), gennaio 2017.
- Black Hammer: Age of Doom nn.1-12, Jeff Lemire (testi) - Dean Ormston e Rich Tommaso (disegni), aprile 2018 - settembre 2019.